# Roeselia gigantula
Roeselia gigantula är en fjärilsart som beskrevs av Otto Staudinger 1878. Roeselia gigantula ingår i släktet Roeselia och familjen trågspinnare. Inga underarter finns listade.